# نجيب شاقوري
نجيب شاقوري (بالفرنسية: Naguib Chakouri)‏ هو لاعب كرة قدم فرنسي في مركز الدفاع، ولد في 10 أغسطس 1992 في فرنسا. لعب مع نادي إستر.

## وصلات خارجية
- نجيب شاقوري على موقع رابطة كرة القدم الفرنسية للمحترفين (الإنجليزية)
- نجيب شاقوري على موقع قاعدة بيانات كرة القدم.إي يو (الإنجليزية)